# Acmaeops septentrionis
Acmaeops septentrionis è un coleottero cerambicide della sottofamiglia Lepturinae.

## Descrizione
Questa specie, come tutti i cerambicidi, è caratterizzata da lunghe antenne.

## Biologia
Da adulto, questo coleottero si nutre della corteccia di abete rosso.

## Distribuzione e habitat
Questo coleottero è distribuito in Austria, Bielorussia, Bulgaria, Repubblica Ceca, Estonia, Finlandia, Francia, Germania, Cina, Italia, Giappone, Lettonia, Lituania, Mongolia, Corea del Nord, Norvegia, Polonia, Corea del Sud, Romania, Russia, Slovacchia, Slovenia, Svezia, Svizzera ed Ucraina.